# Burg Eifa
Die Burg Eifa ist eine abgegangene Spornburg an der südwestlichen Seite des Kohlenberges auf 510 m ü. NN beim Stadtteil Eifa der Stadt Hatzfeld im nordhessischen Landkreis Waldeck-Frankenberg.

## Geschichte
Vermutlich im 13. Jahrhundert errichtete ein nicht näher bekannter Bauherr – für ein Adelsgeschlecht von Yffe finden sich keine Belege – etwa 400 m südöstlich des heutigen Ortes auf einem nach Westen ragenden Bergsporn des 583 m hohen Kohlenberges eine kleine Turmburg. Vielleicht waren es die Herren von Eppe, die im 13. und 14. Jahrhunderts Burgmannen der Erzbischöfe von Mainz in Battenberg waren und Eifa zeitweise als Gerichtsherren besaßen. Als Erbauer kommen aber auch die Mainzer Erzbischöfe selbst sowie die mit ihnen verbündeten Grafen von Battenberg als territoriale Machthaber der Region in Frage.
Die Burg war mit einem Halsgraben vom Hang abgetrennt und diente vermutlich der Sicherung der im Tal vorbeiführenden Handelsstraße von der Sackpfeife nach Battenberg und Frankenberg. Von der Burg konnte man auch den über den Kamm des Lützlergebirges vom Siegerland nach Nordhessen führenden Zweig der Eisenstraße auf seinem Verlauf in der Eifaer Gemarkung – über Rödern (606 m) und Struth (577 m) – einsehen und kontrollieren. Daher könnte sie den von Eppe als Stützpunkt bei ihren Kämpfen gegen die mit Mainz verfeindeten Landgrafen von Hessen gedient haben. Allerdings sind die von Eppe um dieselbe Zeit auch im Besitz anderer nordhessischer Burgen bezeugt, sodass dies nur vermutet werden kann.  
Mangels schriftlicher Quellen ist nicht bekannt, wann die Burg aufgegeben oder vielleicht zerstört wurde und danach verfiel. Denkbar wäre dies mit dem Ende des Mainzisch-Hessischen Krieges im Jahr 1427, durch den der Gegensatz der Erzbischöfe mit den Landgrafen endgültig zugunsten Hessens entschieden wurde und es in der Folge keines besonderen Schutzes der bei Eifa verlaufenden Grenze zwischen ihren beiden Territorien mehr bedurfte.    
Von der Burg erhalten sind geringe Reste des Halsgrabens. Sichtbare Mauerreste sind kaum noch vorhanden.